# Le Vortex
Pour les articles homonymes, voir Vortex.
Le Vortex est une émission web culturelle et humoristique de vulgarisation, diffusée sur le site Youtube depuis le 13 mars 2019. Créée par les vidéastes Ronan Letoqueux — également connu sous le pseudo de RealMyop — et Léo Grasset — propriétaire de la chaîne DirtyBiology —, elle réunit de nombreux vidéastes de la plateforme pour des vidéos de vulgarisation sur des thèmes variés comme la biologie, l'histoire ou la mythologie.

## Synopsis
L'objectif de l'émission est de réunir différents vidéastes ayant leur propre chaîne YouTube de vulgarisation pour des vidéos communes tournées au sein d'une collocation fictive — permettant d'ajouter un ressort comique,. La diversité des sujets de prédilection des intervenants implique une multiplicité des disciplines traitées par la série — comme la biologie, l'histoire, la mythologie, la linguistique, l'archéologie, la philosophie ou la physique — et d'apporter une complémentarité des informations,,. L'initiative a ainsi été comparée à une équipe d'« Avengers de la curiosité » ou à « Friends avec seulement des Ross Geller ».

## Production
La chaîne est une idée originale de Léo Grasset et est intégralement tournée à Fougères, en Ille-et-Vilaine, au domicile du second créateur de la série Ronan Letoqueux. Les saisons sont chacune tournées en une fois, les tournages des épisodes s'enchaînant. 
Elle est produite par la chaîne de télévision franco-allemande Arte, permettant une synergie entre un programme correspondant simultanément aux valeurs de la chaîne et à la culture numérique,. Le CNRS, aussi partenaire du projet, permet la relecture des épisodes par des universitaires. Dailymotion et NES — la société de production de Ronan Letoqueux — sont également coproducteurs,. 
Avec un format initial de six à dix minutes, les vidéos commencent à adopter une longueur de 20 minutes à partir de la troisième saison,. Des formats plus longs en direct sont également diffusés sur la chaîne.
La sélection des vidéastes participants, d'après Léo Grasset, se ferait indépendamment du nombre d'abonnés de leur chaîne et avec pour objectif un respect de la parité.